# Der erste Krieg
Der erste Krieg (Originaltitel: A Private Little War) ist die nach Ausstrahlungsreihenfolge 19. und nach Produktionsreihenfolge 16. Episode der zweiten Staffel der Science-Fiction-Fernsehserie Raumschiff Enterprise. Sie wurde in englischer Sprache erstmals am 2. Februar 1968 bei NBC ausgestrahlt. In Deutschland war sie zum ersten Mal am 7. März 1988 in einer synchronisierten Fassung bei Sat.1 zu sehen, nachdem das ZDF sie bei der deutschen Erstausstrahlung der Serie in den Jahren 1972 bis 1974 übergangen hatte.

## Handlung
Im Jahr 2268 bei Sternzeit 4211.4 besucht die Enterprise für eine Forschungsmission den Planeten Neural. Captain Kirk, sein erster Offizier Spock und Schiffsarzt McCoy beamen auf die Oberfläche. Kirk war vor 13 Jahren schon einmal hier und erinnert sich noch gut an eine friedliche, vorindustrielle Gesellschaft, deren stärkste Waffen Pfeil und Bogen waren. Zu ihrer Überraschung erblicken sie nun aber in der Ferne mehrere Männer, die mit Steinschlossgewehren bewaffnet sind. Sie lauern einer anderen Gruppe von Männern auf, unter denen Kirk seinen alten Freund Tyree erkennt. Durch einen Steinwurf kann Kirk die erste Gruppe ablenken und den Hinterhalt aufdecken. Doch während Tyrees Männer Schutz suchen, gehen die Angreifer auf das Außenteam los. Spock wird durch einen Schuss verletzt und das Außenteam muss zurück aufs Schiff beamen.
Spocks Verletzung ist ernst und er wird umgehend von McCoy und seinem Kollegen M’Benga behandelt. Als sein Zustand sich einigermaßen stabilisiert hat, besteht Kirk darauf, dass McCoy ihn M’Bengas Obhut überlässt und zusammen mit Kirk auf den Planeten zurückkehrt, um die Herkunft der Gewehre zu klären. Zugleich wird ein Raumschiff der verfeindeten Klingonen geortet. Es ist daher möglich, dass die Enterprise den Orbit verlassen muss, um nicht ihrerseits entdeckt zu werden. Kirk und McCoy wären dann auf sich gestellt.
Nach einer Weile auf dem Planeten werden sie von einem Mugato angegriffen, einem gehörnten, Gorilla-artigen Tier mit weißem Fell. McCoy kann es mit einem Schuss aus seinem Phaser töten, doch zuvor kann es Kirk noch mit seinen Giftzähnen beißen. McCoy versucht die Enterprise zu kontaktieren, doch die hat den Orbit verlassen. Glücklicherweise trifft er auf Yutan, der den verletzten Kirk in Tyrees Wohnhöhle bringt. Tyree ist liiert mit Nona. Sie ist eine „Kahn-ut-tu“, eine Art Heilerin, die ihr Wissen um Pflanzen genutzt hat, um ihn in ihren Bann zu schlagen. Sie bedrängt ihren Mann, dass sein Stamm sich ebenfalls Feuerwaffen beschaffen muss, doch Tyree will seine friedliche Lebensweise nicht aufgeben. Nona kann Kirk heilen, doch als sie mitbekommt, dass er mit einem Raumschiff gekommen ist und mächtige Waffen hat, schmiedet sie heimlich eigene Pläne.
Von Tyree erfahren Kirk und McCoy, dass die Feuerwaffen vor einem Jahr aufgetaucht sind und seitdem von den Dorfbewohnern produziert werden. Sie entschließen sich, nach Einbruch der Dunkelheit das Dorf auszuspionieren. Dorf finden sie eine Werkstatt zur Herstellung von Waffen und Schießpulver vor. Als sie Stimmen hören, verstecken sie sich und bekommen so ein Gespräch zwischen dem Dorfbewohner Apella und einem Klingonen namens Krell mit. Nun ist klar, dass die Waffen von den Klingonen stammen. Diese wollen in Kürze noch bessere Modelle liefern. Durch ein Geräusch wird Kirks Gruppe entdeckt. Es kommt zum Kampf, doch sie können schließlich entkommen.
Auf der Enterprise hat sich Spock währenddessen selbst in eine Hypnose versetzt, die seine Selbstheilungskräfte unterstützt. Nur halb bei Bewusstsein bittet er Schwester Chapel, ihn zu schlagen, denn nur durch den Schmerz kann er sein Bewusstsein dauerhaft wiedererlangen. Nachdem seine Heilung nun abgeschlossen ist, geht er auf die Brücke und lässt das Schiff zurück nach Neural fliegen.
Kirk unterweist Tyree und seine Leute in der Handhabung eines erbeuteten Gewehrs, sehr zum Missfallen von McCoy. Später ist er allein mit Nona. Er will lediglich mit ihr reden, doch sie nutzt eine Pflanze, um ihn zu bezirzen, und er verfällt ihr völlig. Als Tyree dies zufällig mit ansieht, will er Kirk erschießen, bringt es aber nicht fertig und geht fort. Plötzlich taucht ein weiterer Mugato auf und greift Nona an. Kirk ist noch völlig benommen, kann ihn aber mit seinem Phaser erschießen. Nona nutzt Kirks Zustand aus, um ihn mit einem Stein bewusstlos zu schlagen. Sie nimmt seinen Phaser und macht sich auf den Weg zu einer Gruppe Dorfbewohner. Sie will ihnen das Wissen über diese Waffe anbieten, die viel mächtiger ist als die Gewehre. Die Dorfbewohner misstrauen ihr aber und wollen sie gefangen nehmen. Kirk, McCoy und Tyree haben inzwischen die Verfolgung aufgenommen. Als die Dorfbewohner das bemerken, wittern sie eine Falle und einer von ihnen ersticht Nona. Nach dem Tod seiner Frau ist in Tyree nun der Wunsch nach einem friedlichen Leben erloschen. Er bittet Kirk um Waffen und schweren Herzens befiehlt dieser seinem Chefingenieur Scott, für Tyrees Leute hundert Steinschlossgewehre anzufertigen. Im Bewusstsein, damit Schlangen in den Garten Eden zu liefern, kehren Kirk und McCoy aufs Schiff zurück.

## Verbindungen zu anderen Star-Trek-Produktionen
Einige Elemente aus dieser Folge wurden in späteren Star-Trek-Produktionen wieder aufgegriffen:
- Doktor Joseph M’Benga (gespielt von Booker Bradshaw) hat hier seinen ersten Auftritt als zweiter Arzt der Enterprise. Er kommt noch einmal in der Raumschiff-Enterprise-Folge Gefährliche Planetengirls vor. In der 2022 gestarteten Serie Star Trek: Strange New Worlds, deren Handlung neun Jahre vor Der erste Krieg beginnt, wurde M’Benga wieder aufgegriffen. Er ist als Chefarzt der Enterprise eine der Hauptfiguren der Serie und wird hier von Babs Olusanmokun gespielt. Zudem erhielt er in Strange New Worlds den Vornamen Joseph.
- In der 2020 gestarteten animierten Serie Star Trek: Lower Decks gibt es in mehreren Folgen Anspielungen auf den Mugato. In Folge 2.04 (Mugato, Gumato) von 2021 spielen Mugatos eine zentrale Rolle.
- In Folge 3.10 (Die letzte Generation) von Star Trek: Picard aus dem Jahr 2023 erwähnt Worf eine „Mugato-Meditation“.

## Produktion

### Drehbuch
Der erste Drehbuchentwurf stammte von Don Ingalls, einem langjährigen Freund von Star-Trek-Schöpfer Gene Roddenberry. Ingalls hatte bereits das Drehbuch für die Folge Auf Messers Schneide aus der ersten Staffel geschrieben. Der erste Krieg war von ihm als Allegorie auf den Vietnamkrieg gedacht. Unter anderem sollte Apella für Hồ Chí Minh stehen.
Weiterhin hatte Ingalls vorgesehen, dass der klingonische Verbindungsmann Kor sein sollte, auf den die Enterprise-Besatzung bereits in der Folge Kampf um Organia getroffen war.
Ingalls’ Entwurf wurde von Roddenberry stark umgeschrieben. Ingalls war mit dem Endergebnis sehr unzufrieden und ließ sich daher in den Credits der Folge nur unter dem Pseudonym „Jud Crucis“ nennen, was ein Wortspiel auf den gekreuzigten Jesus darstellen sollte.
Die gorillaartige Kreatur sollte laut Drehbuch eigentlich Gumato heißen. Da McCoy-Darsteller DeForest Kelley den Namen aber ständig falsch aussprach, wurde er in Mugato geändert.

### Darsteller
Ned Romero, Darsteller von Krell, spielte auch zwei weitere Rollen in den Serien Raumschiff Enterprise – Das nächste Jahrhundert und Star Trek: Raumschiff Voyager.
Janos Prohaska, Darsteller der Mugatos, spielte auch mehrere andere Kreaturen in verschiedenen Folgen von Raumschiff Enterprise. Der erste Krieg ist die einzige Folge, in der er für seine Darstellung in den Credits genannt wurde.
Paul Baxley, Darsteller des Patrouillenführers, übernahm auch in mehreren weiteren Folgen kleinere Neben- und Statistenrollen. Unter anderem spiele er in drei Folgen das Enterprise-Besatzungsmitglied Lieutenant Freeman.

### Drehorte
Die Außenaufnahmen erfolgten auf der Bell Ranch in Santa Susana, Kalifornien.

## Adaptionen
James Blish schrieb eine Textfassung von Der erste Krieg, die auf Englisch erstmals 1974 in der Geschichtensammlung Star Trek 10 erschien. Die deutsche Übersetzung erschien 1976.
Der Comic The Order of Things aus der Reihe Star Trek: Klingons – Blood Will Tell von 2007 erzählt die Ereignisse aus Der erste Krieg aus der Sicht der Klingonen.
Jenny Parks verarbeitete Der erste Krieg als eine von mehreren Raumschiff-Enterprise-Episoden in ihrem 2017 erschienenen Buch Star Trek Cats, in dem die Hauptfiguren der Serie als Katzen dargestellt werden.

## Rezeption
Silas Lesnick listete Der erste Krieg 2018 in einer Aufstellung der 20 besten Folgen von Raumschiff Enterprise auf Platz 14.
Juliette Harrisson empfahl Der erste Krieg 2018 auf der Website Den of Geek als eine der Folgen, die man gesehen haben sollte, wenn man die Grundlagen von Star Trek verstehen möchte.
Christian Blauvelt listete Der erste Krieg 2022 auf hollywood.com in einem Ranking aller 79 Raumschiff-Enterprise-Folgen auf Platz 51.

## Parodien und Anspielungen
Der Bösewicht Mugatu (Will Ferrell) aus den Filmen Zoolander und Zoolander 2 aus den Jahren 2001 und 2016 ist nach dem Mugato aus Der erste Krieg benannt. Auch optisch besteht eine gewisse Ähnlichkeit.
In Folge 8.10 (Die Spitze des Zoidberg) der Zeichentrickserie Futurama kommt ein Yeti vor, dessen Aussehen an den Mugato aus Der erste Krieg angelehnt ist.